# Calamus rhytidomus
Calamus rhytidomus är en enhjärtbladig växtart som beskrevs av Odoardo Beccari. Calamus rhytidomus ingår i släktet Calamus och familjen Arecaceae. Inga underarter finns listade i Catalogue of Life.